# Desiderius longobárd király
Desiderius, más írásmóddal Daufer (latinul: Dauferius), (710 körül – 786 körül) az utolsó ténylegesen uralkodó longobárd király volt 757 és 774 között.

## Uralkodása
Liutprand longobárd király veje volt. A király Tuscia hercegévé nevezte ki. Desiderius a longobárd trónt Aistulf király halála után szerezte meg, III. (IV.) István pápa segítségével. Hamarosan azonban összekülönbözött a pápával, aki erre a két frank uralkodó, Nagy Károly és Karlmann segítségét kérte. A frank királyok azonban nem voltak hajlandók a longobárdok ellen szegülni, mivel mindketten családi kapcsolatban álltak Desideriusszal. Karlmann azonban meghalt, és Károly engedve a pápa unszolásának, testvére feleségét, Desideratát, aki Desiderius lánya volt, hazakergette az édesapjához. Ezzel végképp megromlott a viszony a két uralkodó között, Desiderius udvarába fogadta Karlmann kiskorú gyermekeit, akiket a pápa által frank királyokká akart koronáztatni. Mivel a pápa erre nem volt hajlandó, 773-ban ostrom alá vette Rómát. A pápa segítségért fordult Károlyhoz, aki seregével átkelt az Alpokon. Desiderius az ostromot abbahagyta és megkísérelt szembeszállni a frankokkal, akik azonban legyőzték őt, mire kénytelen volt visszavonulni fővárosába, Paviába. A város két hónapi ellenállás után elesett, Károly pedig elfogta Desideriust és feleségével együtt kolostorba záratta, ahol 786-ban meghalt. Ezt követően Károly felvette a longobárdok királya címet is. Habár Desiderius fia, Adalgis – aki Konstantinápolyba menekült – megkísérelte megszerezni a trónt, terve kudarcot vallott (száműzetésben halt meg), így a Longobárd Királyság örökre megbukott.

## Gyermekei
Deisderius felesége, Ansa legalább 5 gyermeket szült férjének:
- Adelgis[2] (? – 788 után)
- Adalperga[2] (? – 788 után) ∞ II. Arichis beneventoi herceg
- Liutperga[2] (? – 788 után) ∞ III. Tasziló bajor herceg
- leány[2] ∞ I. Károly frank császár
- Gerberga[2] (? – 771 után) ∞ I. Karlmann frank király

## Eredeti források
- Liber Pontificalis
- Origo Gentis Langobardorum
- Chronicon Vulturnense
- Chronicon Novaliciense
- Annales Sangallenses Maiores
- Annales Laurissenses Maiores